# Odyssey (album d'Yngwie Malmsteen)
Pour les articles homonymes, voir Odyssey.
Albums de Yngwie Malmsteen
Trilogy
(1986) Trial by Fire: Live in Leningrad
(1989)
Odyssey est le 4e album du guitariste Yngwie Malmsteen Sorti en 1988. Disque d'or aux États-Unis, c'est son plus gros succès en termes de vente. Il poursuit l'orientation FM de Trilogy sans oublier les titres plus mordants et heavy. Le clip très américanisé d'Heaven Tonight passera en boucle sur MTV. Il voit l'arrivée de Joe Lynn turner (ex Rainbow) qui s'occupera des textes et des mélodies. La tournée "Odyssey tour" passera par l'URSS et fera de Malmsteen le premier artiste occidental à jouer dans ce pays.

## Crédits
- Yngwie Malmsteen - Guitares, Basse
- Joe Lynn Turner - Chant
- Bob Daisley - Basse
- Anders Johansson - Batterie
- Jens Johansson - Claviers

## Liste des pistes
| No  | Titre                          | Paroles         | Musique          | Durée |
| --- | ------------------------------ | --------------- | ---------------- | ----- |
| 1.  | Rising Force                   | Joe Lynn Turner | Yngwie Malmsteen | 4:24  |
| 2.  | Hold On                        | Turner          | Malmsteen        | 5:12  |
| 3.  | Heaven Tonight                 | Turner          | Malmsteen        | 4:07  |
| 4.  | Dreaming (Tell Me)             | Turner          | Malmsteen        | 5:22  |
| 5.  | Bite the Bullet                | (instrumental)  | Malmsteen        | 1:35  |
| 6.  | Riot in the Dungeons           | Turner          | Malmsteen        | 4:26  |
| 7.  | Deja Vu                        | Turner          | Malmsteen        | 4:17  |
| 8.  | Crystal Ball                   | Turner          | Malmsteen        | 4:56  |
| 9.  | Now Is the Time                | Turner          | Malmsteen        | 4:34  |
| 10. | Faster than the Speed of Light | Turner          | Malmsteen        | 4:30  |
| 11. | Krakatau                       | (instrumental)  | Malmsteen        | 6:06  |
| 12. | Memories                       | (instrumental)  | Malmsteen        | 1:14  |

## Charts
| Year | Chart         | Position |
| ---- | ------------- | -------- |
| 1988 | Billboard 200 | 40       |